# 大岳山 (東京都)
大岳山（おおだけさん、おおたけさん）は、東京都西多摩郡檜原村、奥多摩町の境界、奥多摩山域にある標高1,266.5mの山。標高はさして高くないが、個性的な山容を備えた奥多摩の名峰である。日本二百名山及び花の百名山の一つに数えられる。多様な登山コースがあり、初心者から経験者まで幅広く楽しめる山である。

## 概要
古くから農業の神として、また火災や盗難の守護神として山岳信仰の対象であった。山頂付近の大岳神社（大嶽神社）は徳川幕府の江戸城守護の祈願が行われていたという。
古くは武蔵通志に「両総地方ニテ武蔵ノ鍋冠山ト称シ海路ノ目標トナス」と記されている。
多摩川の南岸にある大岳山、御前山、三頭山を奥多摩三山と呼ぶ。東京都の奥多摩山域の代表的な山の一つで、多摩百山に選ばれている。
山頂付近の特徴的な山容により、同定しやすいことから古くは江戸湾の漁民からも目印にされ、鍋の蓋を伏せたように見えることから「鍋割山」「鍋冠山」と呼ばれた。また、東京都多摩地域、埼玉県所沢市、神奈川県相模原市付近でも、地域での通称がつけられていることがある（キューピー山、茶魔山（漫画「おぼっちゃまくんの主人公：御坊茶魔より）など）
田中澄江は花の百名山として、代表する花のイワウチワを紹介した。
2016年（平成28年）に山の日の制定を記念して山頂に標石が設置された。かつては、山頂付近に、大岳山荘があったが、2008年1月21日から土曜日、日曜日、祭日、年末年始のみ営業となり、2008年3月末に閉鎖。2010年4月現在は荒廃し、展望の良かったテラスは崩落の危険があり閉鎖されている。

## 主な登山コース
- JR青梅線御嶽駅
  - 西東京バス「ケーブル下行き」にて終点下車（10分）。御岳登山鉄道（ケーブルカー）にて御岳山駅下車（6分）。そして、御岳山（標高929m・山頂に武蔵御嶽神社がある）・鍋割山を経て大岳山に至るコース。御岳山から大岳山まで登り2時間・下り1時間55分[7]。コースの途中の御岳山には東京都設置の御岳ビジターセンターや売店があり、大岳山頂付近にはトイレがあり、良く歩かれているコースである。
- JR五日市線武蔵五日市駅
  - 西東京バス「藤倉行き」にて「白倉」バス停下車（28分）、登り2時間45分・下り1時間50分[7]。このルートは表参道、東京バーティカル[注釈 2]のコースである。車道の終点が大岳神社里宮である。ここから山頂の大岳神社本宮までの参道を[注釈 3]丁目石（ちょうめいし）を数えるながら登る。
  - 西東京バス「藤倉行き」にて払沢の滝入口付近からの複数の尾根のコースもある。
  - 西東京バス「瀬音の湯経由 上養沢行き」にて「大岳鍾乳洞入口」バス停下車（35分）、林道大岳線の大岳鍾乳洞経由にて登り2時間45分・下り1時間50分[7]。もしくは、サルギ尾根にて登り3時間15分・下り2時間35分[7]。
  - 西東京バス「瀬音の湯経由 上養沢行き」にて「軍道」バス停下車（22分）、馬頭刈（まずかり）尾根にて登り4時間30分・下り3時間40分[7]。

- JR青梅線奥多摩駅から鋸尾根にて鋸山経由のコース、登り4時間・下り3時間[7]。途中、ハシゴがある危険箇所あり[7]。このコースは御前山方面からの縦走コースと鋸山で合流する。
- JR青梅線鳩ノ巣駅又は奥多摩駅から、大岳山北面の海沢渓谷（三ツ釜の滝、ナジレ滝、大滝）・大楢峠・御岳山を経由するコース。鳩ノ巣駅から海沢園地までは、登り2時間10分・下り1時間50分[7]。海沢園地にトイレあり。海沢園地から大滝経由で大岳山頂に向かう海沢探勝路は、現場の標識では「悪路」、山と高原地図では難路（所要時間不明）[7]、東京都公園協会が発行する登山地図には登山コースとしては明記されておらず、しかるべき装備と準備が必要。奥多摩ビジターセンターの登山道状況[8]によると2012年9月25日に新しい木橋を設置。
- 長尾平展望台を左に見てしばらくで沢を渡る。その先に水場がある。[3]

## 隣接する山
- 御岳山
- 鍋割山
- 鋸山

## ギャラリー

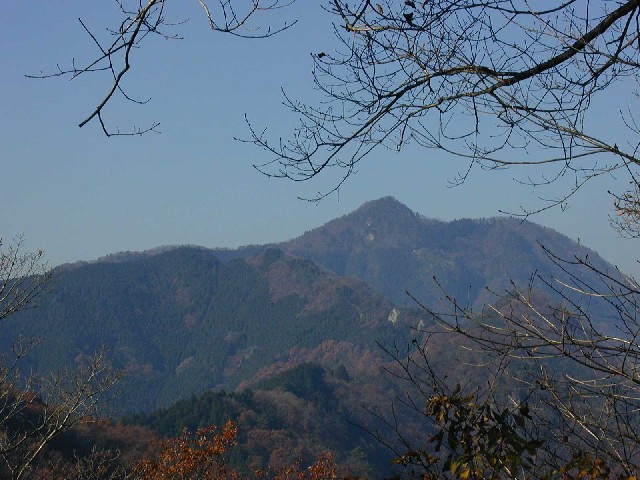
馬頭刈尾根から見た大岳山
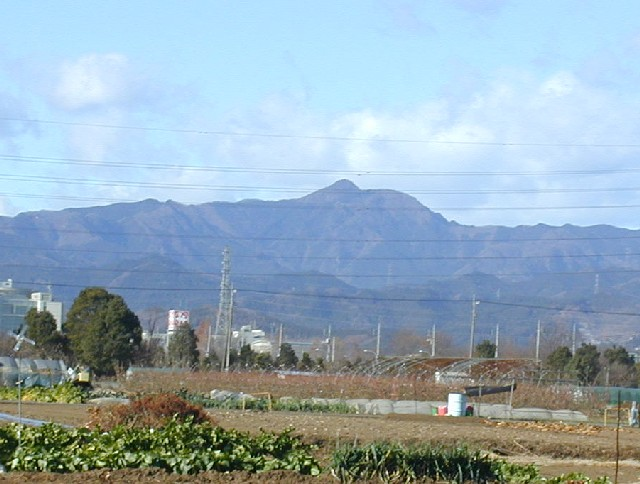
東京都あきる野市から見た大岳山
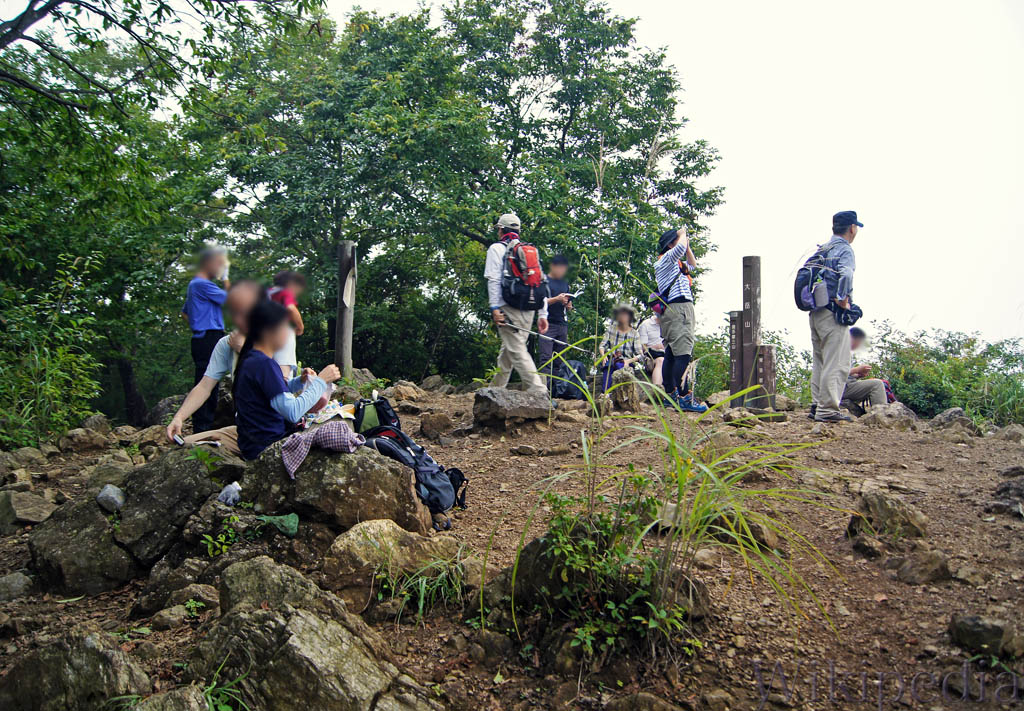
山頂の風景
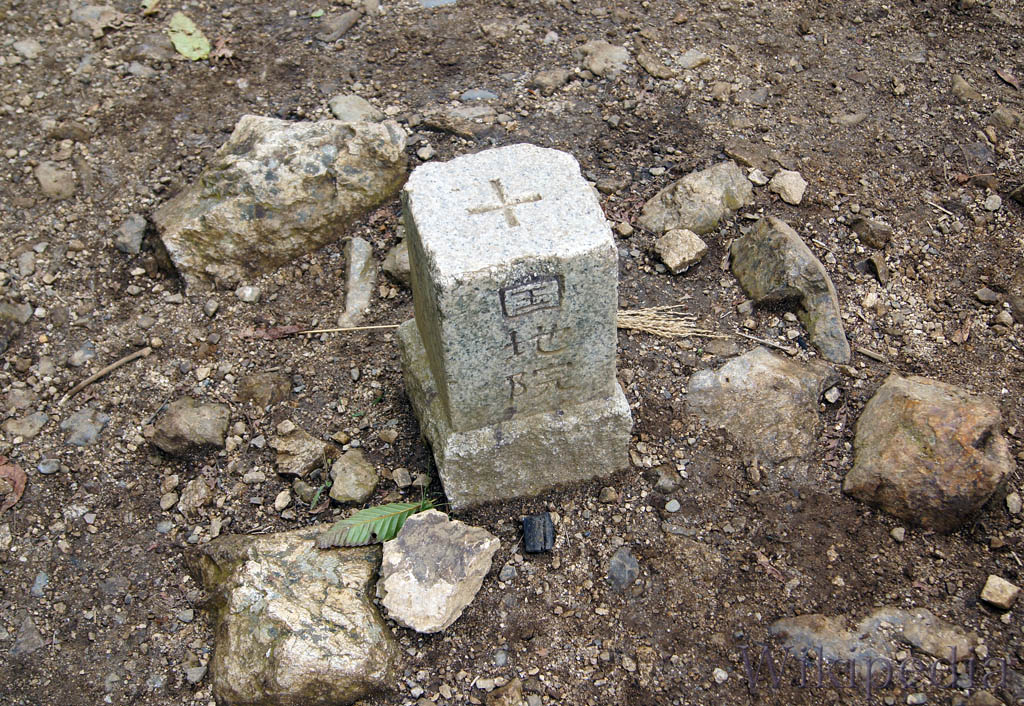
山頂の三角点
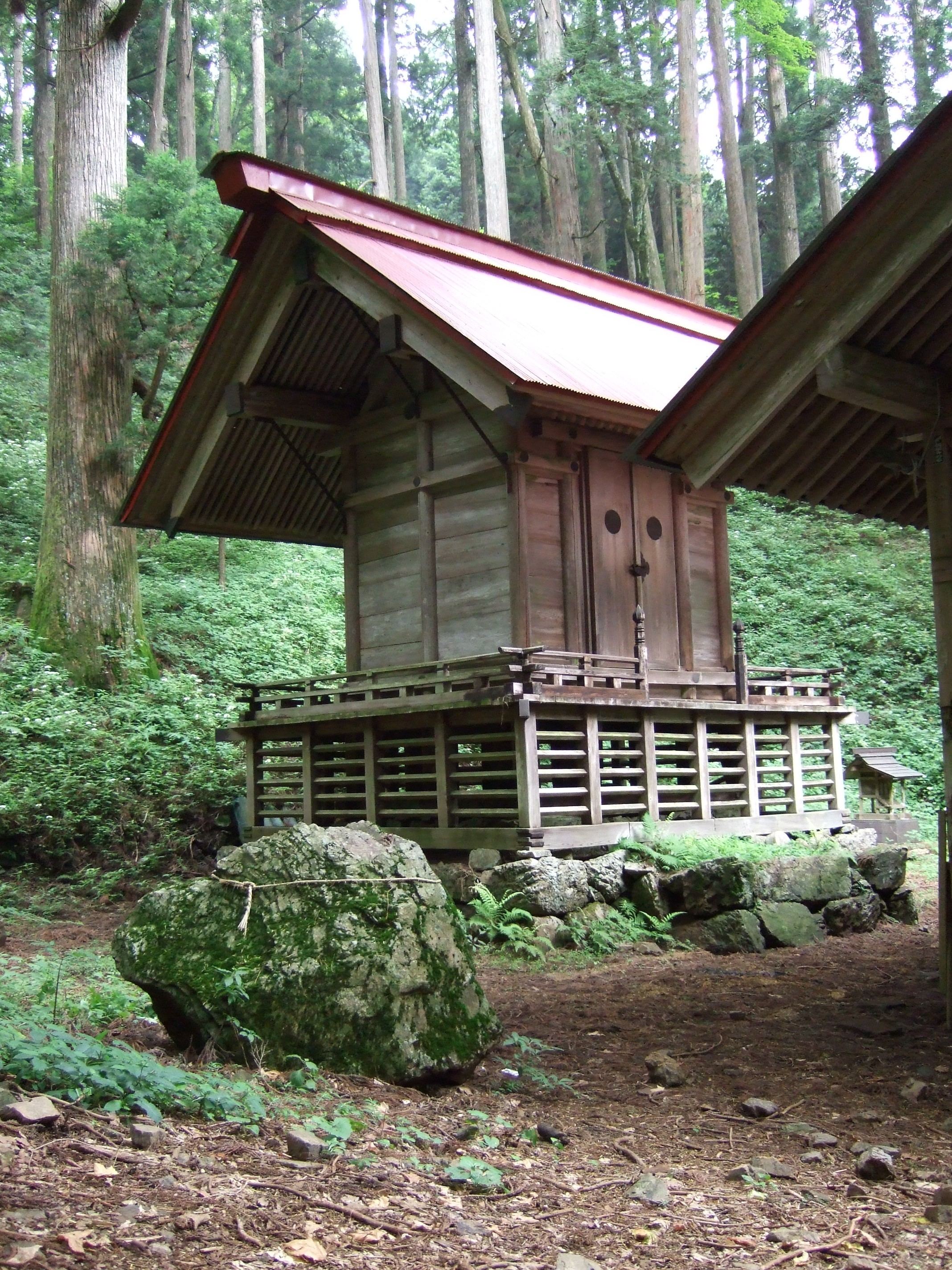
大岳神社
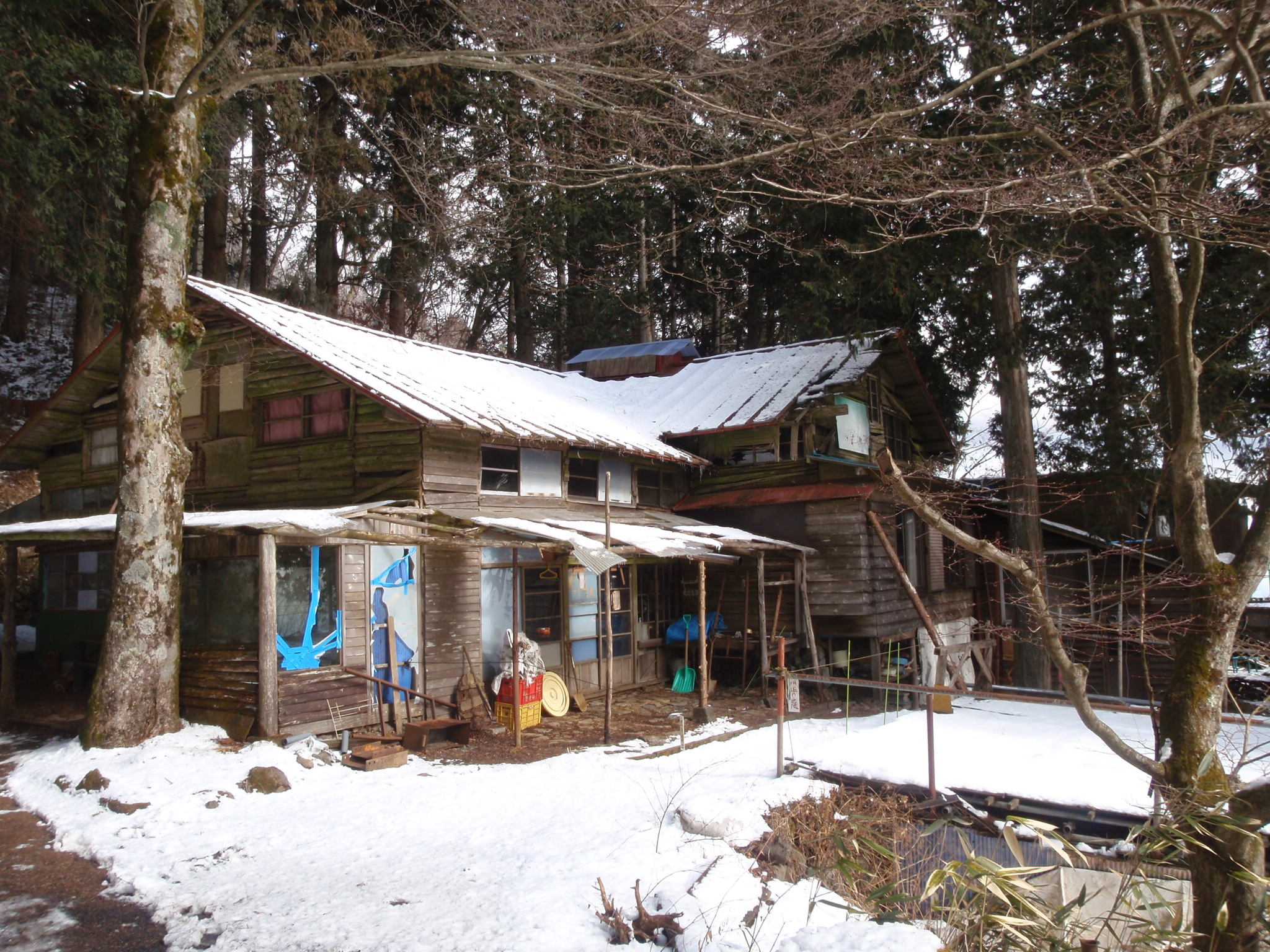
荒廃の進む大岳山荘

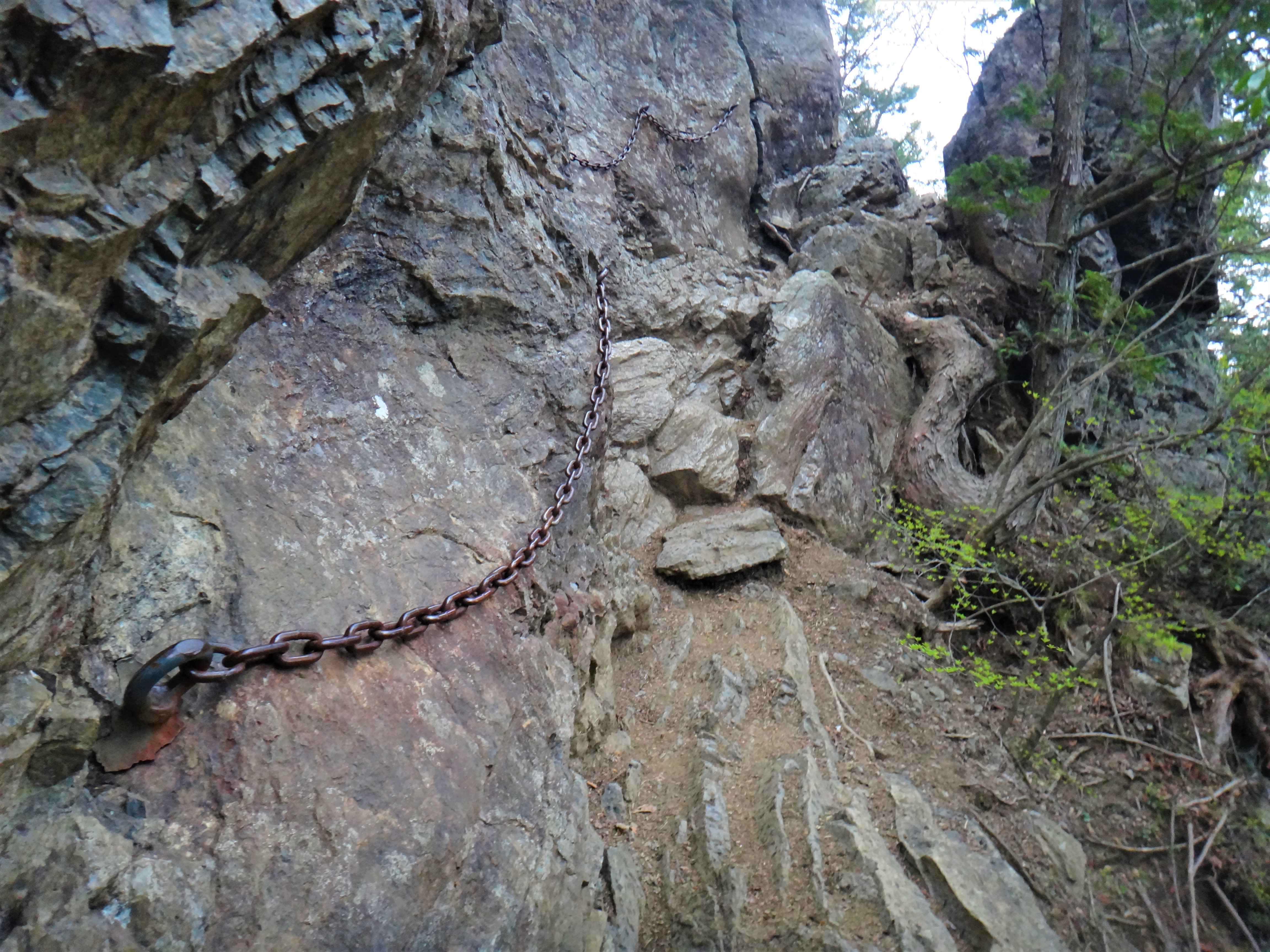
大岳山荘手前の鎖場
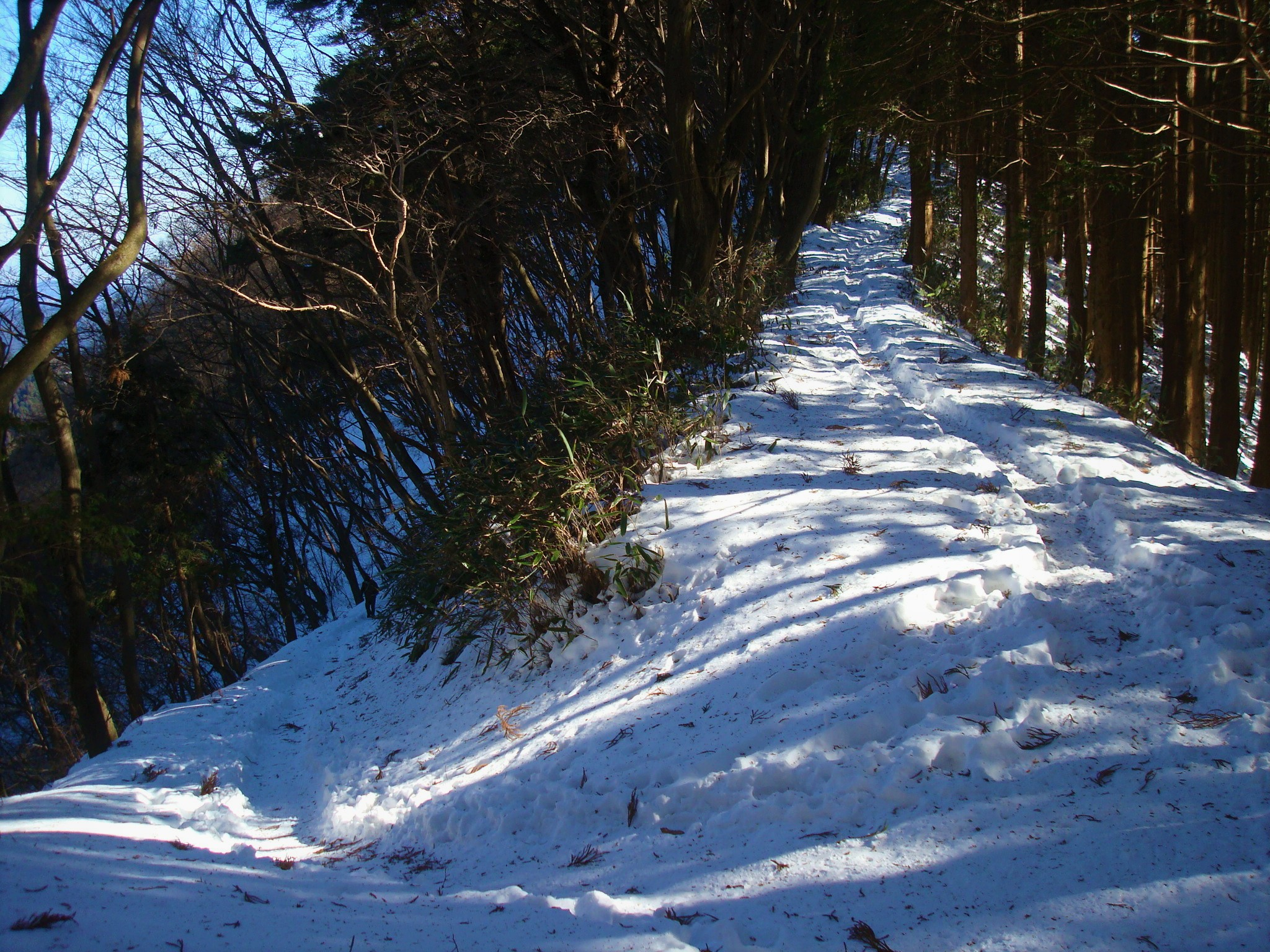
冬の芥場峠
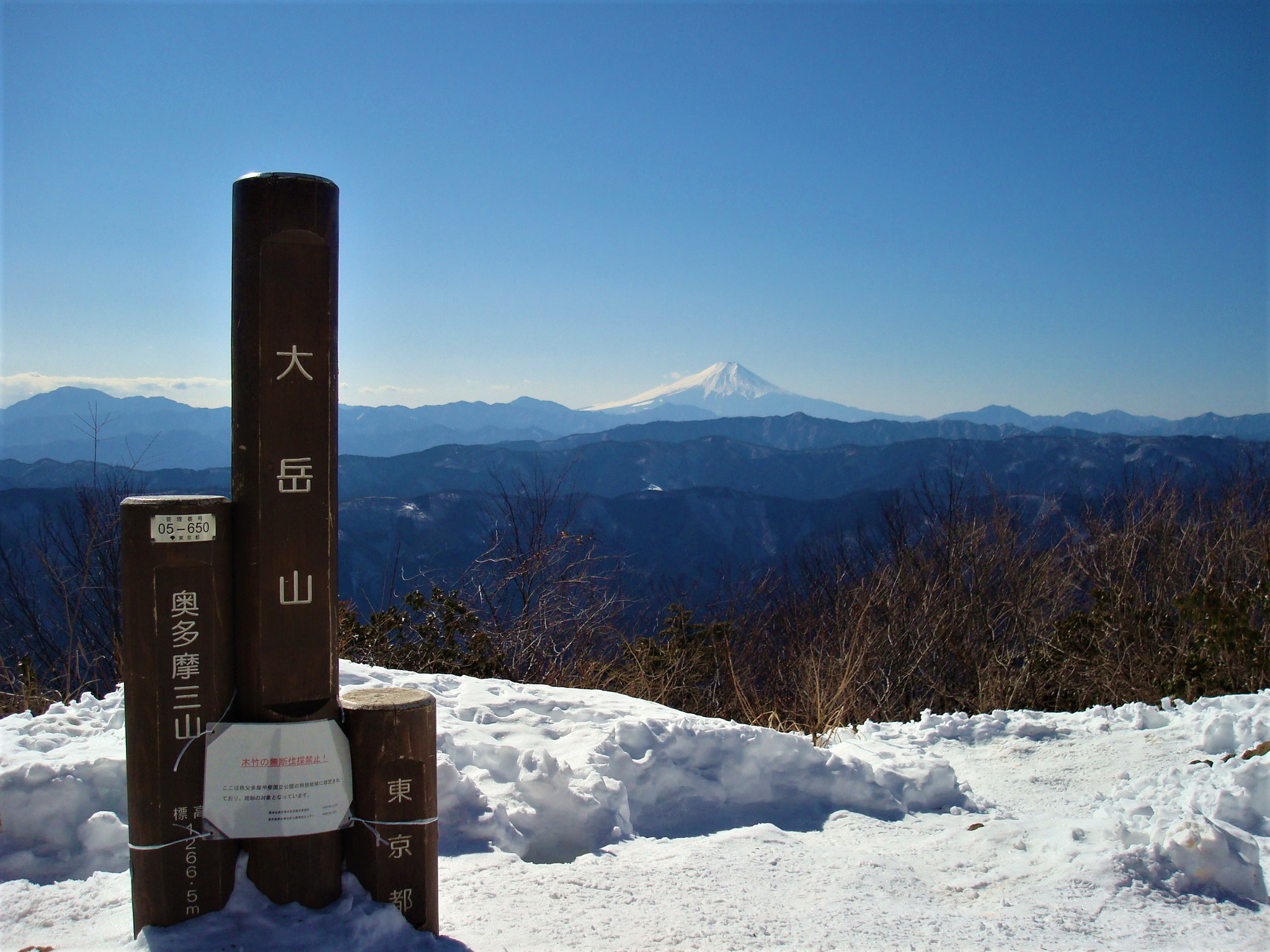
冬の大岳山
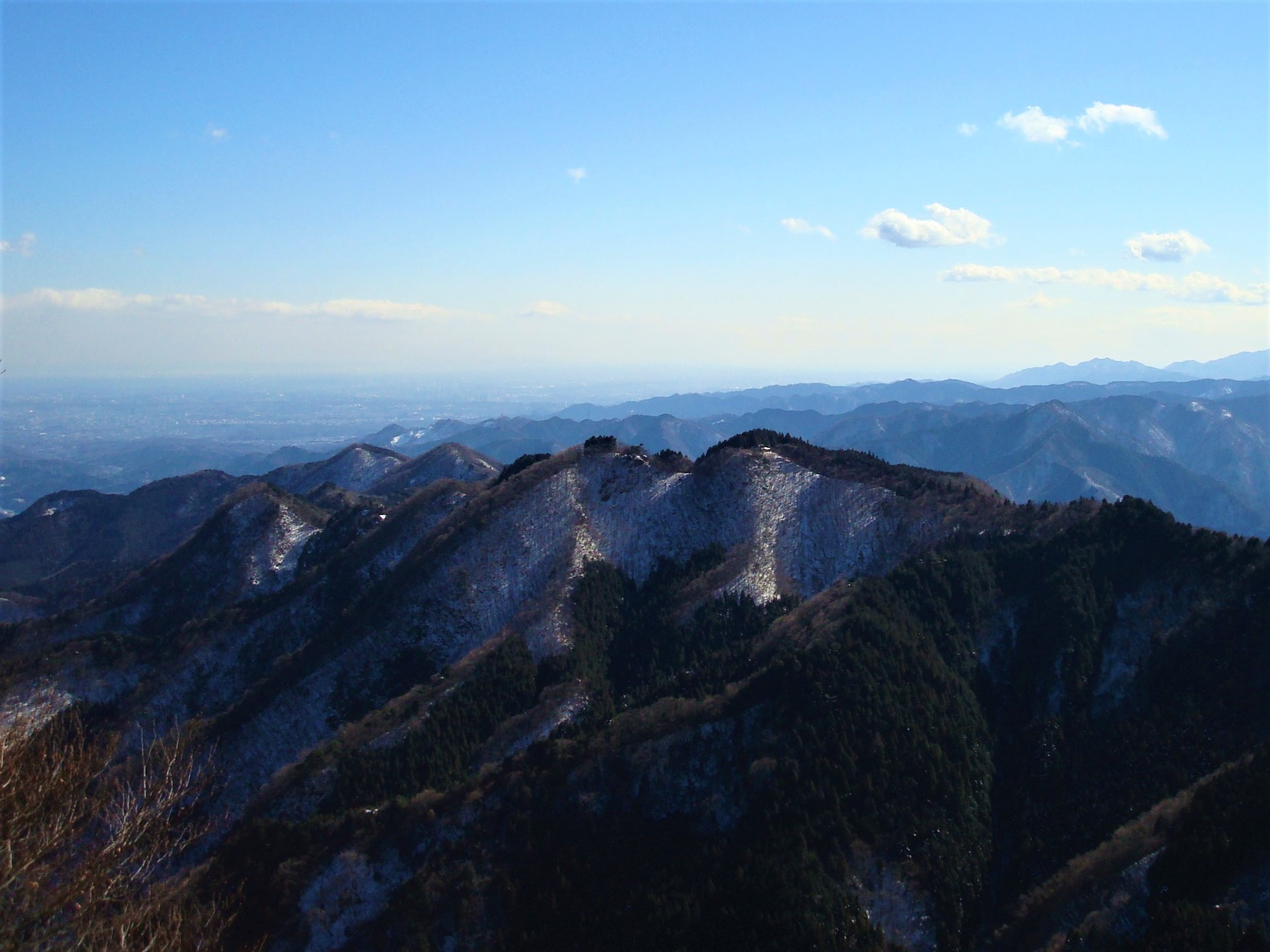
大岳山から馬頭刈山
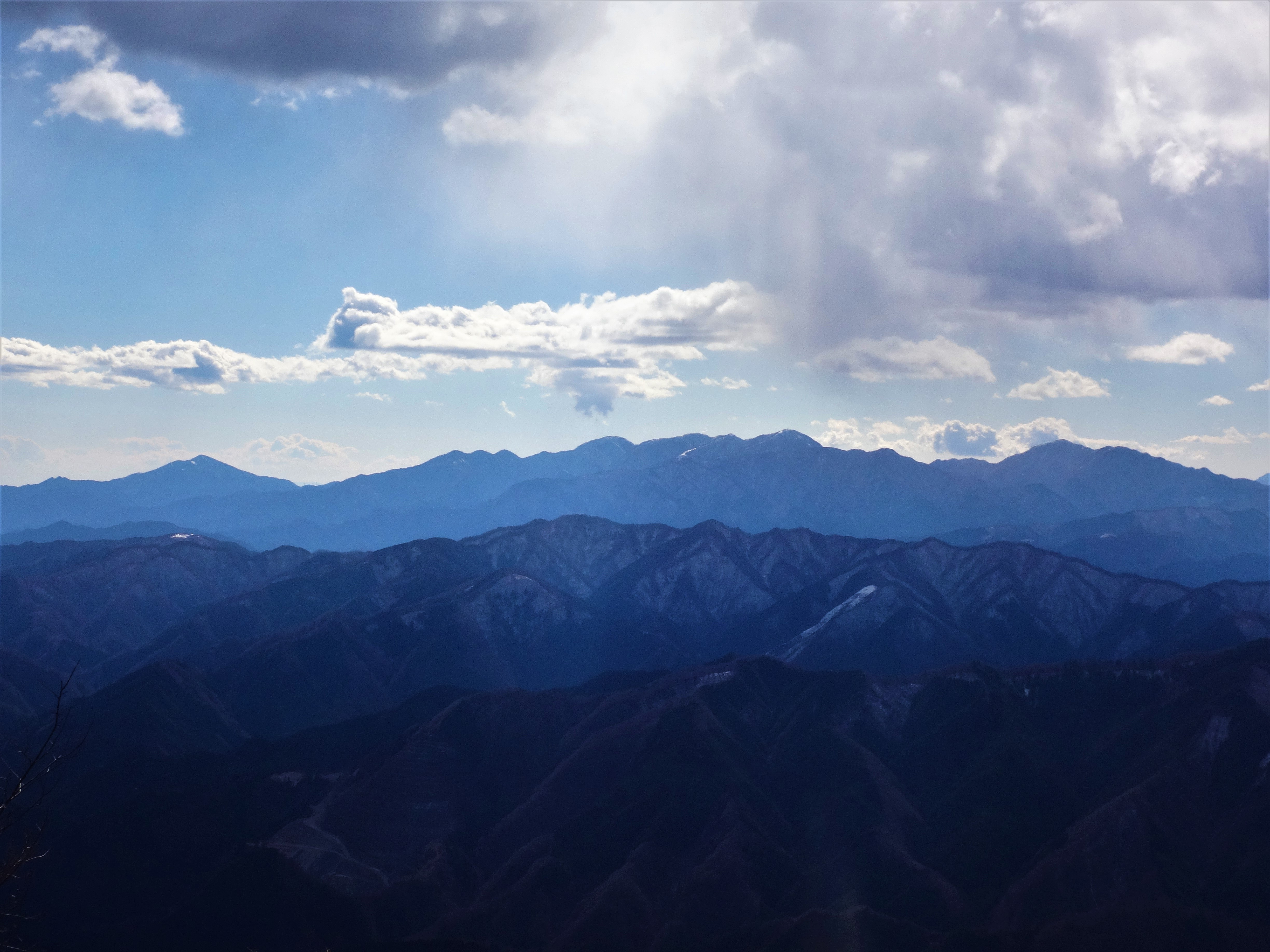
大岳山から丹沢の山々
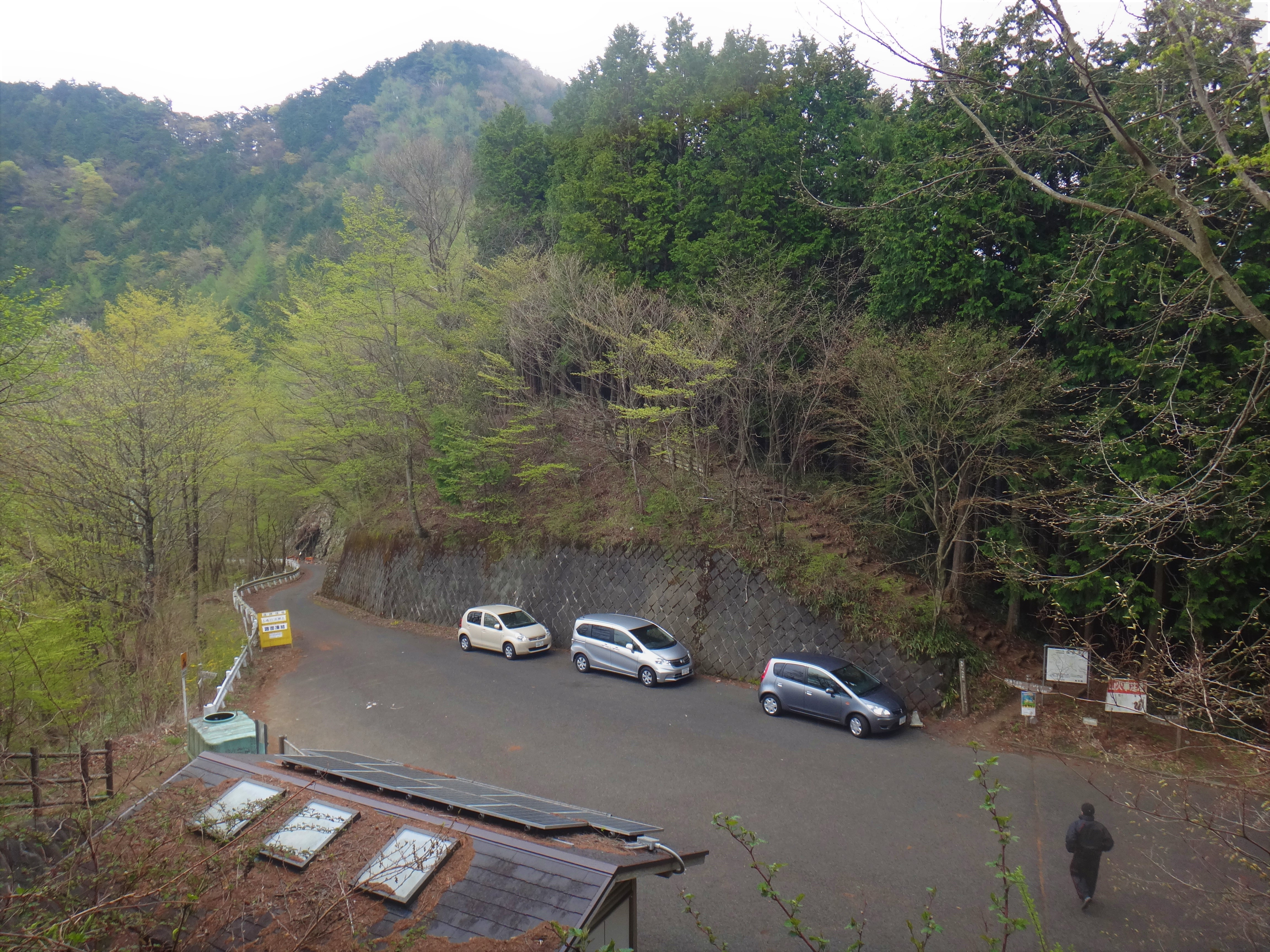
大ダワからの鋸山